# Władysław Wilczkowski
Władysław Wilczkowski herbu Jelita (ur. ok. 1620, zm. 18 września 1683 kilka dni po bitwie pod Wiedniem) – polski oficer husarii, porucznik, pułkownik JKM, starosta wiski, od 1655 – zwinogrodzki i od 1660 – dymirski.
Służbę wojskową jako towarzysz rozpoczął Władysław Wilczkowski ok. 1643 r.
W 1653 r. Wilczkowski został porucznikiem chorągwi husarskiej wojewody sandomierskiego, margrabiego Władysława Gonzagi Myszkowskiego. 
W 1654 r. w czasie bitwy pod Buszą na Podolu, Wilczkowski został zraniony w głowę. 
Już jako etatowy oficer wojska koronnego walczył ze Szwedami na czele chorągwi Myszkowskiego w bitwach pod Żarnowem (16 września 1655 r.) oraz Wojniczem (3 października 1655). Po przegranej bitwie pod Wojniczem, Wilczkowski posłował od wojska do króla polskiego Jana Kazimierza w celu uzyskania informacji, jakie monarcha miał realne plany powstrzymania natarcia szwedzkiego oraz moskiewskiego.
10 października 1655 r. Wilczkowski otrzymał starostwo zwinogrodzkie. 
W czasie potopu szwedzkiego pułkownik Wilczkowski stojąc na czele królewskiego pułku, z początkiem 1656 r. zaatakował pod Zakrzewem w powiecie radomskim, podjazd szwedzki pułkownika Ascheberga, o czym pisze m.in. Henryk Sienkiewicz w "Potopie". Kolejno walczył w bitwie pod Warką (7 kwietnia 1656 r.), a następnie ze swoją chorągwią wziął udział w bitwie pod Kłeckiem (7 maja 1656 r.), podczas której został ciężko ranny.
28 sierpnia 1660 r. król Jan Kazimierz nadaje w Samborze Władysławowi Wilczkowskiemu miasteczko Dymyr w kijowskim w dożywocie. 
Podczas wojny polsko-rosyjskiej dowodził chorągwią husarską w niezwykle udanej dla Rzeczypospolitej kampanii ukraińskiej w 1660. Dowodził wówczas chorągwią husarską Aleksandra Michała Lubomirskiego. 26 września 1660 prowadził pościg za wycofującą się armią Szeremietiewa i Cieciury, kilka kilometrów od Lubaru na uroczysku Kutyszcze zaatakował ariergardę wojsk rosyjsko-kozackich (700 kirasjerów rosyjskich i 2500 piechoty kozackiej), szarża husarii Wilczkowskiego i Wyżyckiego (łącznie ok. 140 koni) częściowo rozbiła i rozproszyła ariergardę nieprzyjaciela. Samuel Leszczyński napisał po kampanii: Zarobiłeś, Wilczkowski, nieśmiertelną sławę. 
Walczył w bitwach pod Lubarem, pod Cudnowem i pod Słobodyszczami (7 października 1660 r.), gdzie jako pierwszy po rozerwaniu spiętych wozów taboru kozackiego Jurasia Chmielnickiego, osiągnął linie namiotów nieprzyjaciela. Męstwo oraz profesjonalizm w dowodzeniu, którymi wykazał się Wilczkowski w operacji cudnowskiej zaprocentowało powierzeniem mu samodzielnej komendy nad całością wojsk koronnych.
Podczas bitwy pod Podhajcami (6 października 1667 r.) Rtm. Władysław Wilczkowski sprawował dowództwo na prawym skrzydle, mając pod swymi rozkazami chorągwie husarskie, kozackie i komp. dragońskie oraz kilka regimentów piechoty. 16 października 1667 r. działania militarne ustały i rozpoczęto rozmowy pokojowe. Negocjowanie warunków zawieszenia broni miało być zadaniem Aleksandra Polanowskiego, a także Władysława Wilczkowskiego i Stanisława Jabłonowskiego.
W 1668 r. Wilczkowski pełnił, podobnie jak siedem lat wcześniej, funkcję regimentarza.
1672 – Wilczkowski wsławił się także zwycięstwem nad Tatarami pod Krasnobrodem, gdzie na czele tylko dwóch ussarskich chorągwi uderzył na licznego wroga, a obskoczony hordami zwiódł walną bitwę i odebrał łupy zrabowane.
1673 – Udział w bitwie pod Chocimiem.
W kolejnych latach wojny z Turcją (1674–1676), chorągiew husarska Aleksandra Michała Lubomirskiego wzięła udział we wszystkich większych starciach polowych tego konfliktu, takich jak bitwa pod Lwowem (24 sierpnia 1675 r.), pod Wojniłłowem (24 września 1676 r.), czy obrona obozu pod Żórawnem (29 września – 17 października 1676). Można wnioskować, iż Wilczkowski wziął udział we wszystkich wyżej wspomnianych starciach, gdyż potwierdzenie obecności Wilczkowskiego w bitwie pod Żórawnem znajduje się w relacji kampanii roku 1676, napisanej przez hetmana polnego koronnego Dymitra Wiśniowieckiego.
W 1683 roku był dowódcą chorągwi husarskiej koronnej Stanisława Herakliusza Lubomirskiego. Brał udział w odsieczy wiedeńskiej 1683 r.

Zmarł nieoczekiwanie jak pisał Jan III Sobieski w swoich „Listach do Marysieńki”: 

Tej nocy (18.09.1683 r.) umarł p. Wilczkowski, porucznik p. starosty sandomierskiego, który mię nabawił wielkiego kłopotu i zgryzoty dla konkurencji o te, które miał z dóbr królewskich drobiazgi. Nie chorował, jeno cztery dni na dyzenterię...

## Życie rodzinne
Władysław Wilczkowski był synem Marcina Wilczkowskiego i Anny (z domu Gorzyckiej). Jego małżonką była Petronela z Wasiczyńskich. Jego rodzonym bratem był Jan Wilczkowski, stolnik kijowski. Miał także rodzeństwo przyrodnie – Franciszka, Katarzynę i Andrzeja.